# Eupithecia niphadophilata
Eupithecia niphadophilata là một loài bướm đêm trong họ Geometridae.